# Supercoppa tedesca 2022 (pallavolo femminile)
La Supercoppa tedesca 2022, 11ª edizione della Supercoppa nazionale di pallavolo femminile, si è svolta il 1º novembre 2022: al torneo hanno partecipato due squadre di club tedesche e la vittoria finale è andata per la prima volta al Potsdam.

## Regolamento
La formula ha previsto una gara unica.

## Squadre partecipanti
| Squadra       | Qualificazione                                             |
| ------------- | ---------------------------------------------------------- |
| MTV Stoccarda | Vincitrice Coppa di Germania 2021-22/1. Bundesliga 2021-22 |
| Potsdam       | Finalista play-off scudetto 1. Bundesliga 2021-22          |

## Torneo
| 1º novembre 2022 Porsche-Arena, Stoccarda Durata: 1h:37 - Spettatori: 6 146 | MTV Stoccarda | 1 - 3 | Potsdam | 20-25, 15-25, 25-20, 16-25 |